# Ельче
Ельче, Ельч (валенс. Elx, ісп. Elche, офіційна назва Elx/Elche) — місто і муніципалітет в Іспанії, у складі автономної спільноти Валенсія, у провінції Аліканте. Населення — 235 580 осіб (2022).
Місто розташоване на відстані близько 350 км на південний схід від Мадрида, 20 км на південний захід від Аліканте.

## Муніципалітет Ельче
На території муніципалітету розташовані такі населені пункти: (дані про населення за 2010 рік)
- Альгода-Матола: 2602 особи
- Альгорос: 649 осіб
- Альтабікс: 2732 особи
- Ель-Альтет: 5190 осіб
- Атсаварес: 1330 осіб
- Аспрелья: 427 осіб
- Лас-Баяс: 2517 осіб
- Каррус: 1337 осіб
- Даймес: 1314 осіб
- Деррамадор: 464 особи
- Ельче/Ельч: 191079 осіб
- Ла-Фоя: 2543 особи
- Джубалкой: 1117 осіб
- Пла-де-Сан-Джозеп: 2185 осіб
- Майтіно: 932 особи
- Ла-Маріна: 2304 особи
- Ла-Перлета: 1240 осіб
- Пусол: 376 осіб
- Торрельяно: 6976 осіб
- Вальверда: 1773 особи
- Лос-Ареналес-дель-Соль: 1735 осіб

## Демографія
Динаміка населення (INE ):

## Спорт
Є ФК «Ельче», який у сезоні 2022-2023 виступає в Ла Лізі.

## Уродженці
- Альваро Хіменес (футболіст, 1991) (*1991) — іспанський футболіст, нападник.
- Аарон Ньїгес (* 1989) — відомий іспанський футболіст, півзахисник.
- Альба Рече (* 1997) — іспанська співачка.

## Галерея зображень

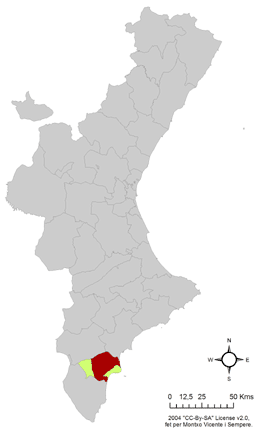
Розташування муніципалітету Ельче у автономній спільноті Валенсія
Розташування муніципалітету Ельче у комарці Бахо-Віналопо
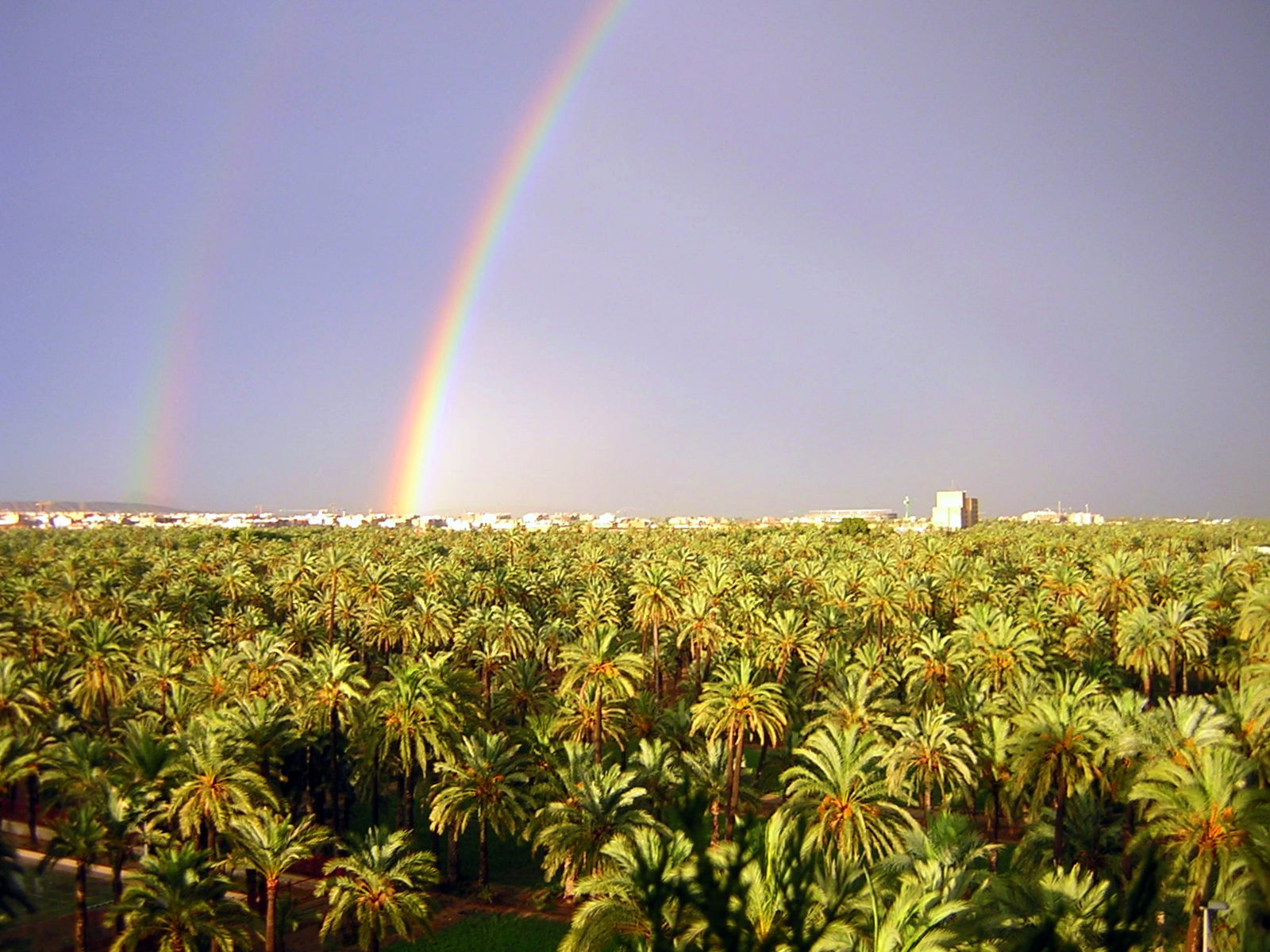
Ельче, панорама
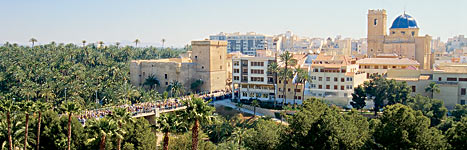
Ельче
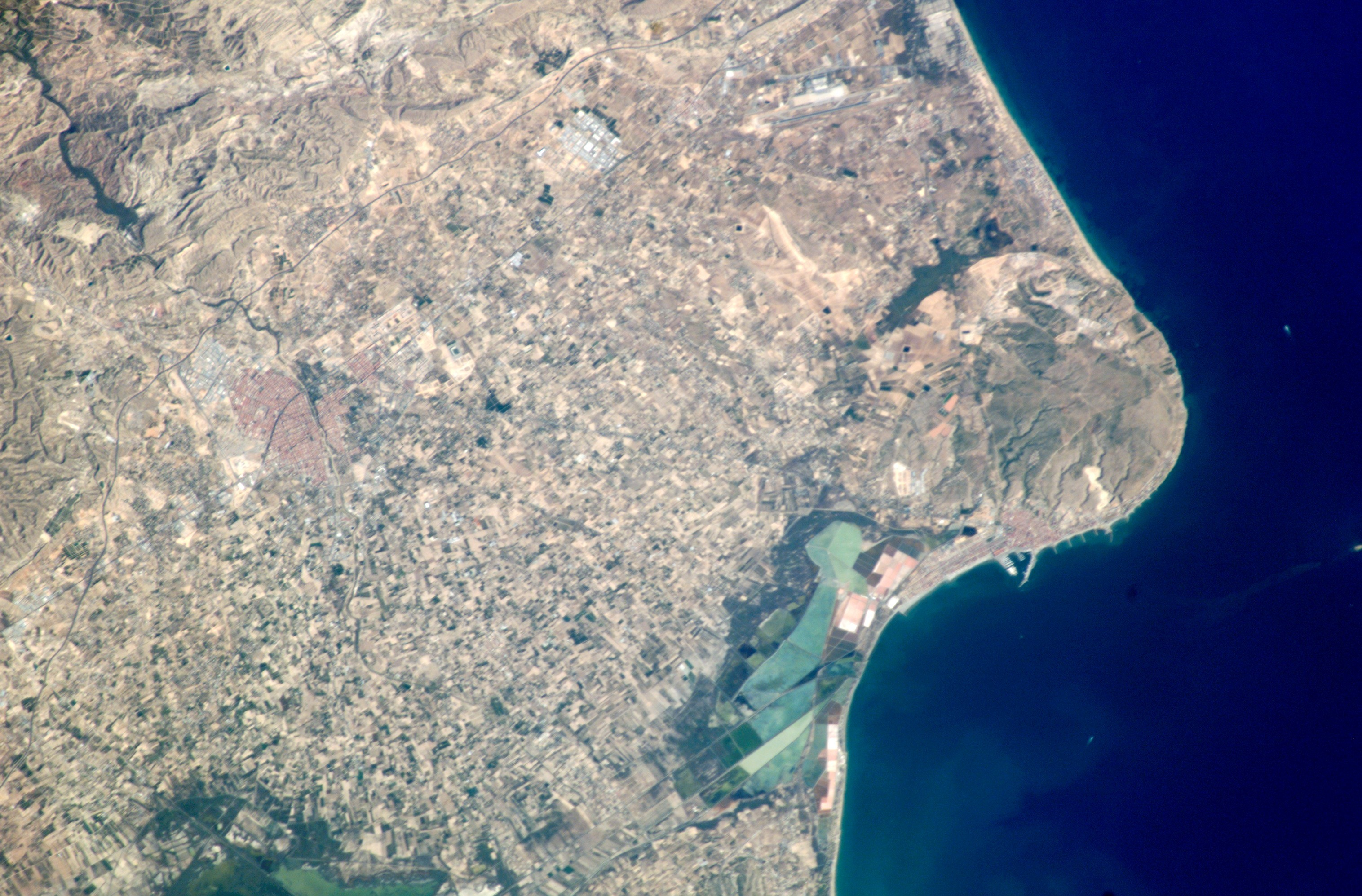
Ельче
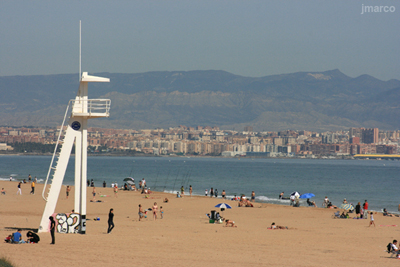
Пляж Ель-Альтет
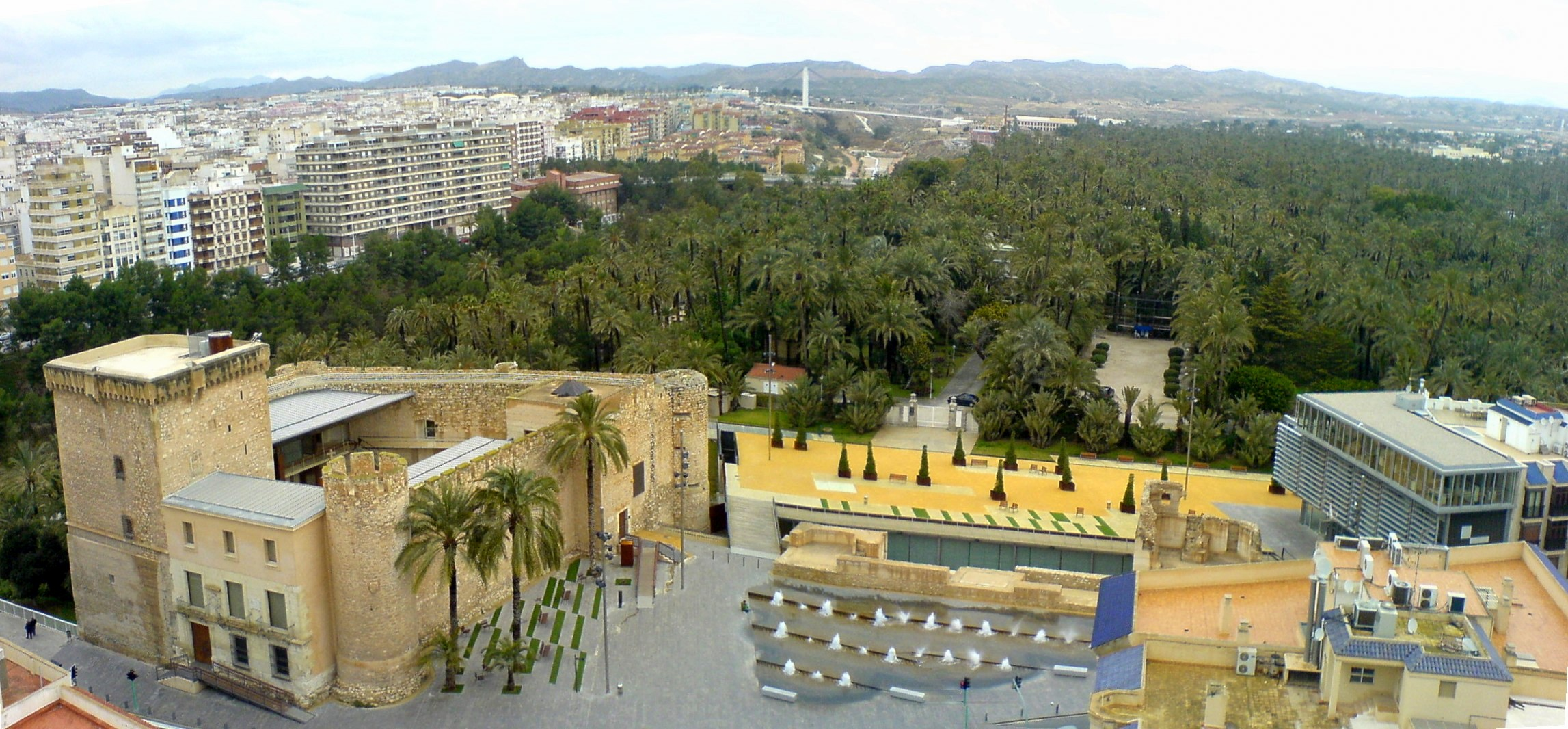
Ельче, панорама
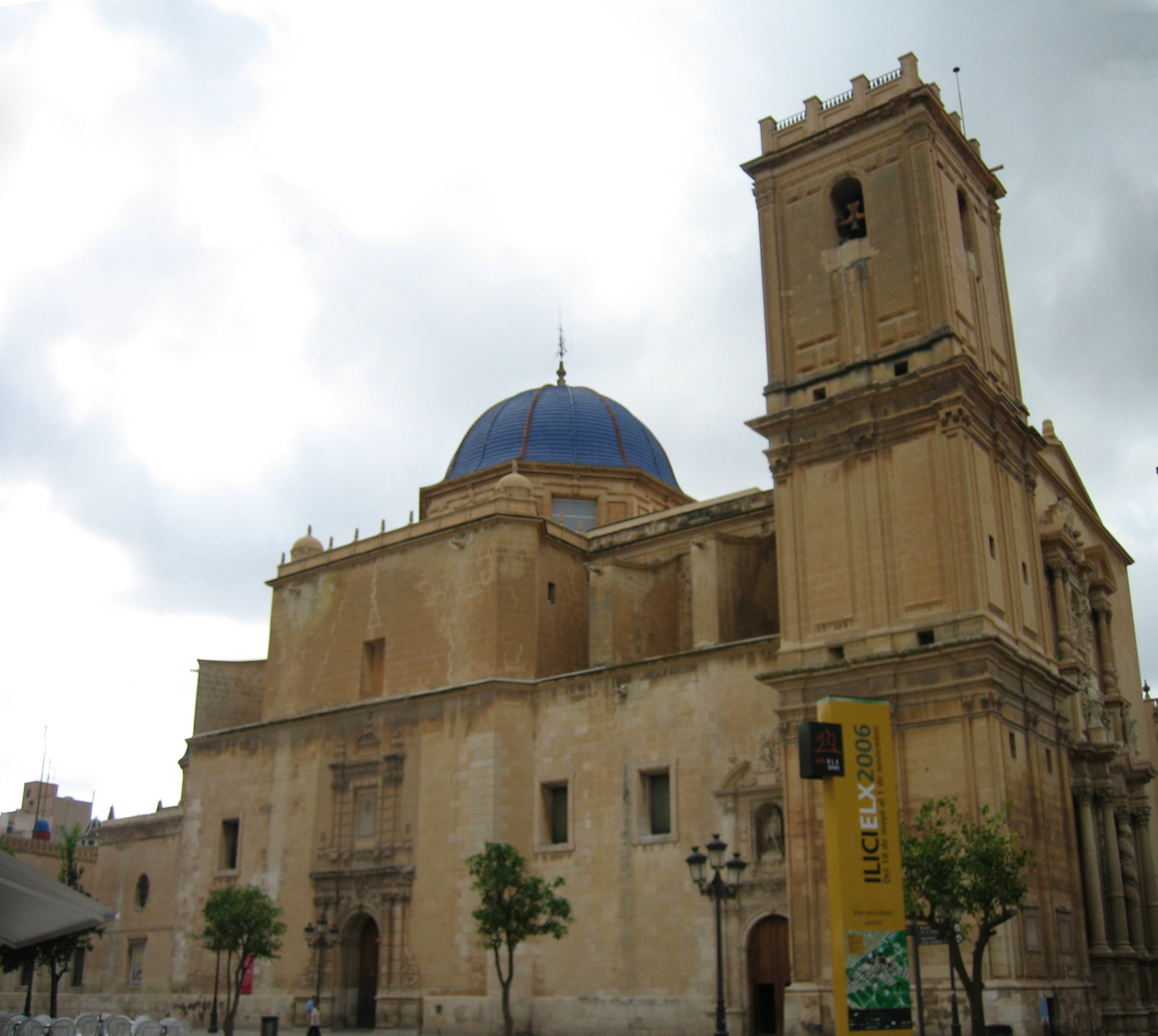
Базиліка Санта-Марія, у центрі міста
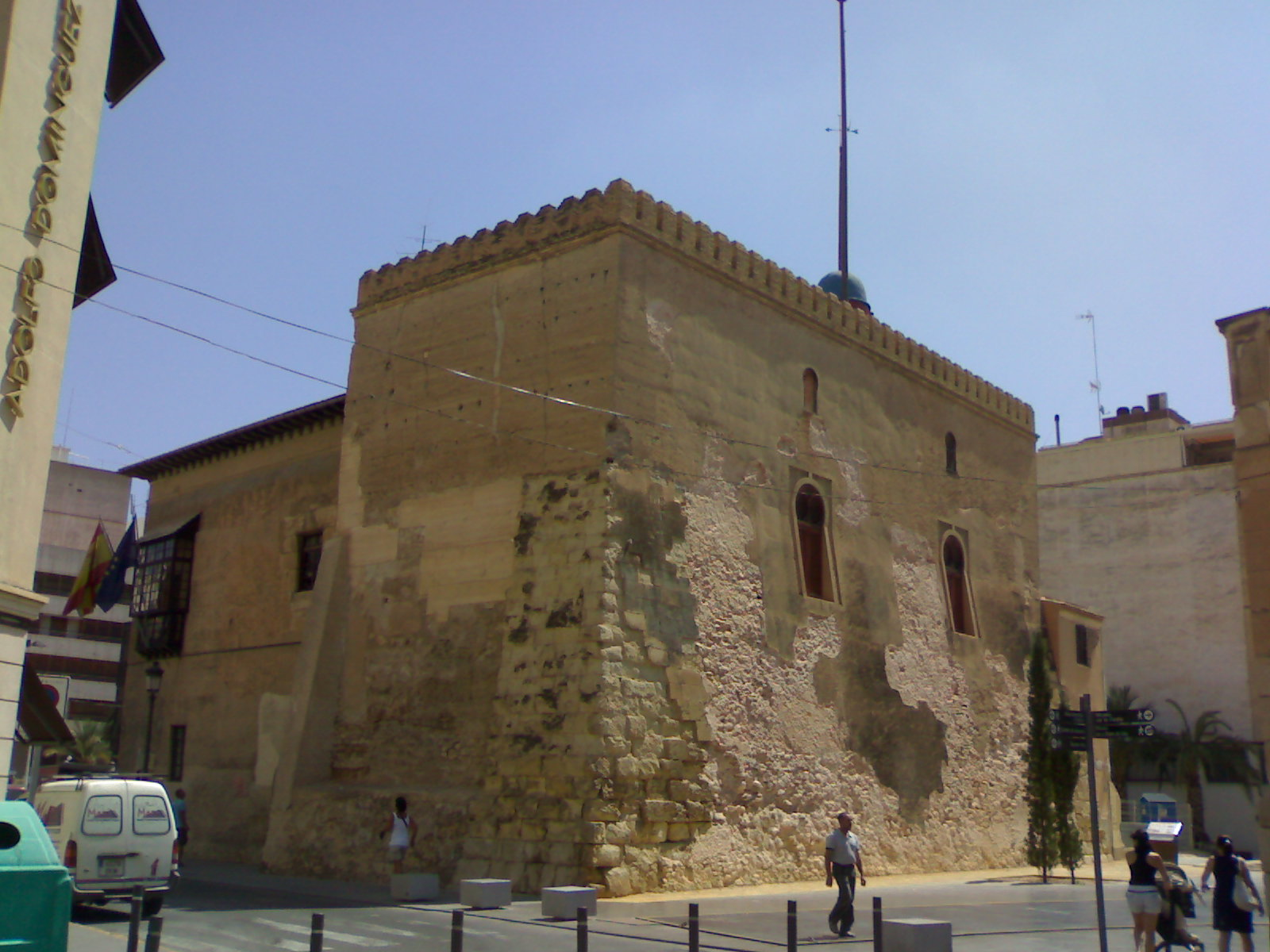
Вежа Ла-Калаорра, XII століття